# Ендрю Вілсон (плавець)
Ендрю Вілсон (англ. Andrew Wilson, 16 вересня 1993) — американський плавець.
Олімпійський чемпіон 2020 року.
Призер Чемпіонату світу з водних видів спорту 2019 року.
Чемпіон світу з плавання на короткій воді 2018 року.
Переможець Пантихоокеанського чемпіонату з плавання 2018 року.
Переможець літньої Універсіади 2017 року.